# Petrel (stacja antarktyczna)
Base Antártica Petrel – letnia stacja polarna należąca do Argentyny, położona na Dundee Island, w pobliżu północnego końca Półwyspu Antarktycznego. Zarządza nią argentyńska marynarka wojenna.

## Położenie
Dundee Island należy do grupy wysp leżących na przedłużeniu Półwyspu Antarktycznego, z których największą jest Joinville. Stacja Petrel leży na jedynym wolnym od lodu skrawku powierzchni tej wyspy, dostępnym drogą morską lub przy wykorzystaniu samolotu wyposażonego w płozy. Stacja posiada, oprócz głównego budynku mieszkalnego, także m.in. hangar i magazyn.

## Historia
Baza Petrel zainaugurowała działalność 22 lutego 1967 roku. W sierpniu 1971 roku (w środku antarktycznej zimy) z tej stacji przeprowadzono skomplikowaną akcję ratunkową, ewakuując dwóch Brytyjczyków z obozu Fossil Bluff na Wyspie Aleksandra.
Według planów, od 2015 roku stacja Petrel ma zacząć działać jako placówka całoroczna.